# Blechnum discolor
Blechnum discolor (Maori: Kiokio, Engels: Crown fern) is een varen uit de dubbellooffamilie (Blechnaceae). De soort komt voor in Nieuw-Zeeland en op de Chathameilanden. De varen groeit in bossen, en vormt een dominante soort in de ondergroei.
... · 
B. arcuatum (Quil-Quil) · 
B. spicant (Dubbelloof) · 
...